# يو أتش إف (فلم)
فيلم يو أتش إف (بالإنجليزية: UHF) ، هو فيلم أمريكي كوميدي أنتج سنة 1989م، من بطولة ويرد أل يانكوفيك وشارك معهم كل من غيدي وناتابي وبيلي بارتي ومايكل ريتشاردز وكيفن ماكيرثي وفيكتوريا جاكسون وفران دريشر وأخرون، أنتج من قبل شركة أوريون بيكشرز الفرع لـ ميترو غولدوين ماير الأمريكية.

## وصلات خارجية
- مقالات تستعمل روابط فنية بلا صلة مع ويكي بيانات
- UHF Filming Locations, 15 Years Later at robohara.com
- Another UHF Tour